# Endurantism
Endurantism är en metafysisk teori om identitet över tid som ofta ställs i motsatsförhållande i den filosofiska debatten till perdurantism. Teorin försöker besvara det filosofiska problemet med vad som händer med objekt när de förändras. Endurantismen hävdar att objekt fortlever genom tiden genom att existera vid varje tidpunkt som den fortlever genom. Ett objekt består om och endast om det finns helt och fullt vid varje tidpunkt genom vilket det fortlever.
Förändringen möjliggörs genom att objekts egenskaper är egenskaper-av-tid. Med andra ord tillfredsställer objekt predikat genom att stå i specifika relationer till specifika tidpunkter. Man kan formulera detta som att en endurantist istället för att hävda att objekt har egenskaper står i relation till tidpunkter.
Detta kan exemplifieras genom att föreställa sig en vägg. Före lunchtid är väggen vit, men efter lunch har den fått en smutsfläck. En endurantist kan hävda att väggen står i relationen att-vara-vit vid tid t, och relationen att-ha-en-smutsfläck vid tid t*. Därmed klarar man av att förklara hur väggen förändras, samtidigt som man inte hamnar i motsättningen att väggen både är 'vit och inte fläckig' och 'inte vit och fläckig' samtidigt.